# David Zuckerman (producer)
David Zuckerman er en amerikansk producer og manuskriptforfatter, der er bedst kendt som en af skaberne af den animerede komedieserie Family Guy, for hvilken han også har været producer og manuskriptforfatter.

## Filmografi
- Rap fyr i L.A. (1993-1995), producer og manuskriptforfatter
- King of the Hill (1997-1999), producer og manuskriptforfatter
- Family Guy (1999-2010), medskaber, producer og manuskriptforfatter
- American Dad! (2005-2009), producer og manuskriptforfatter

## Ekstern henvisning
- David Zuckerman på Internet Movie Database (engelsk)
- David Zuckerman på AlloCiné (fransk)
- David Zuckerman på The Movie Database (engelsk)